# Eschscholzia
Eschscholzia is een geslacht van twaalf soorten bloemplanten uit de papaverfamilie (Papaveracae). Het geslacht is genoemd naar de Baltisch-Duitse botanicus Johann Friedrich von Eschscholtz (1793-1831).
Veel van de planten in dit geslacht zijn eenjarige planten of overblijvende kruiden. De bladeren zijn diep ingesneden tot gelobd. De bladeren zijn vaak wortelstandig, al zijn er soms ook bladeren aan de stengel. Ze gedijen in warme, droge streken, maar zijn enigszins vorstbestendig. Ze groeien in arme grond met een goede waterafvoer.
De vier kroonbladen zijn geel of oranje en wigvormig. De bloemen groeien alleenstaand of in trosjes. De twee samengegroeide kelkbladen vallen aan het begin van de bloei af. Er zijn twaalf of meer meeldraden.
Na de bloei en bestuiving ontstaat een cilindrische doosvrucht met veel kleine zaadjes.
De penwortel geeft een kleurloos of oranje melksap af. De planten zijn mild giftig.
De meest bekende soort is het slaapmutsje (Eschscholzia californica). Een andere soort die wel gekweekt wordt is Eschscholzia lobbii, vaak foutief verhandeld als Eschscholzia caespitosa, hoewel dat de naam van een andere soort is.

## Taxonomie
- Eschscholzia caespitosa
- Eschscholzia californica (Slaapmutsje)
- Eschscholzia elegans
- Eschscholzia glyptosperma
- Eschscholzia hypecoides
- Eschscholzia lemmonii
- Eschscholzia lobbii
- Eschscholzia minutiflora
- Eschscholzia palmeri
- Eschscholzia parishii
- Eschscholzia ramosa
- Eschscholzia rhombipetala

... · E. californica (Slaapmutsje) · E. glyptosperma · E. minutiflora · ...
... · 
Argemone · 
Bocconia · 
Ceratocapnos · 
Chelidonium (Stinkende gouwe) · 
Corydalis (Helmbloem) · 
Dendromecon · 
Dicentra · 
Eschscholzia · 
Fumaria (Duivenkervel) · 
Glaucium · 
Hunnemannia · 
Meconopsis · 
Papaver (Klaproos) · 
Pseudofumaria (Muurhelmbloem) · 
Romneya ·  
Stylophorum · 
...